# Maria Casimira Luisa de la Grange d'Arquien
Maria Casimira Luisa de la Grange d'Arquien (conosciuta anche col diminutivo di Marysieńka; Nevers, 28 giugno 1641 – Blois, 1º gennaio 1716), fu Regina consorte di Polonia e Granduchessa consorte di Lituania come moglie di Giovanni III di Polonia, dal 1674 al 1696.
Era figlia di Henri Albert de La Grange d'Arquien e di Françoise de La Châtre.

## Biografia
Maria Casimira si recò in Polonia all'età di 5 anni come dama di compagnia di Maria Luisa di Gonzaga-Nevers, regina di Polonia dal 1645 al 1672, consorte di due re polacchi Ladislao IV Vasa e successivamente del fratello (che gli succedette al trono) Giovanni II. A corte, Maria Casimira conobbe Giovanni Sobieski, che era giunto a Cracovia nel 1656, ma ella venne all'epoca fatta sposare con Giovanni "Sobiepan" Zamoyski, nel 1658. Zamoyski, ad ogni modo, morì nei primi mesi del 1665 e la vedova Maria Casimira sposò Sobieski il 14 luglio dello stesso anno.
Giovanni Sobieski venne eletto Re di Polonia nel 1672, certamente grazie anche all'influenza della moglie che venne incoronata nella Cattedrale di Cracovia solo il 2 febbraio del 1676. Come Regina di Polonia, Maria Casimira supportò la proposta di un'alleanza tra Polonia e Francia, mentre allo stesso tempo tentava di guadagnare privilegi personali e per la propria famiglia dal Re Luigi XIV di Francia.
La coppia reale divenne famosa per le sue appassionate lettere d'amore, molte delle quali furono scritte tra il 1665 ed il 1683, durante gli anni in cui Giovanni Sobieski fu impegnato nelle guerre contro l'Impero Ottomano o durante i frequenti viaggi di Maria Casimira a Parigi. Le lettere evidenziano ancora oggi l'affiatamento dei due innamorati, ma riportano anche le loro personali riflessioni circa gli eventi a loro contemporanei e le loro difficoltà, come del resto le preoccupazioni, dell'essere Re e Regina di uno stato. Pubblicate molto tempo dopo la morte di entrambi, esse divennero molto popolari e garantirono alla regina il diminutivo affettuoso di "Marysieńka".
Morto nel 1696 il re Sobieski, nel 1697 fu eletto re di Polonia il filoaustriaco Federico Augusto di Sassonia. La Regina vedova scelse allora di ritirarsi a Roma con la sua famiglia e il seguito. Attraversate varie città italiane, tra cui Bologna, Forlì, Rimini, Macerata e Spoleto, vi giunse in incognito il 24 marzo 1699, andando prima ad alloggiare al palazzo Odescalchi al Corso, e stabilendosi poi, dal 1702 al 1714, al Palazzetto Zuccari, dove tenne una sua piccola corte, alla maniera di Cristina di Svezia, della quale era ancor viva in Roma la memoria. A Roma sono sepolti il padre, cardinale de La Grange d'Arquien, in San Luigi dei Francesi, e il figlio Alessandro nella Chiesa della Trinità dei Monti.
Morì a Blois il 1º gennaio 1716 durante uno dei suoi frequenti viaggi nella terra nativa e la sua salma venne quindi traslata sino a Cracovia, dove venne sepolta nella tomba della chiesa del Castello di Wawel.

## Matrimonio e discendenza
La coppia ebbe quattordici figli in tutto, ma solo quattro di loro raggiunsero la maggiore età:
- Giacomo Luigi Sobieski (2 novembre 1667 - 19 dicembre, 1737), sposò Edvige del Palatinato-Neuburg (1673-1756)
- Teresa Teofila Sobieska
- Adelaide Luise Sobieska
- Maria Teresa Sobieska
- Teresa Cunegonda (4 marzo 1676 - 10 marzo 1730), sposò Massimiliano II Emanuele principe elettore di Baviera e fu madre dell'Imperatore Carlo VII di Baviera
- Alessandro Benedetto (6/9 settembre 1677 - 16/19 novembre 1714)
- Costantino Ladislao (1º maggio 1680 - 28 febbraio 1726).
- Giovanni

## Ascendenza
|                                                               |                                            |                                                | Genitori                                    |  |  | Nonni |  |  | Bisnonni                                  |  |  | Trisnonni                                  |  |
|                                                               |                                            |                                                |                                             |  |  |       |  |  | Charles de La Grange, signore di Montigny |  |  | François de La Grange, signore di Montigny |  |
|                                                               |                                            |                                                |                                             |  |  |       |  |  | Charles de La Grange, signore di Montigny |  |  | François de La Grange, signore di Montigny |  |
|                                                               |                                            | Jeanne Anne de La Marche                       |                                             |  |  |       |  |  | Charles de La Grange, signore di Montigny |  |  |                                            |  |
| Antoine de La Grange, marchese d'Arquien                      |                                            |                                                |                                             |  |  |       |  |  | Charles de La Grange, signore di Montigny |  |  |                                            |  |
|                                                               |                                            | Louise de Rochechouart, signora di Boiteaux    | Guillaume de Rochechouart, signore di Jars  |  |  |       |  |  |                                           |  |  |                                            |  |
|                                                               |                                            | Louise de Rochechouart, signora di Boiteaux    | Guillaume de Rochechouart, signore di Jars  |  |  |       |  |  |                                           |  |  |                                            |  |
|                                                               |                                            | Louise de Rochechouart, signora di Boiteaux    | Louise d'Autry                              |  |  |       |  |  |                                           |  |  |                                            |  |
| Henri Albert de La Grange, marchese d'Arquien (poi cardinale) |                                            | Louise de Rochechouart, signora di Boiteaux    |                                             |  |  |       |  |  |                                           |  |  |                                            |  |
|                                                               |                                            | Louis d'Ancienville, visconte di Souille       | Louis d'Ancienville                         |  |  |       |  |  |                                           |  |  |                                            |  |
|                                                               |                                            | Louis d'Ancienville, visconte di Souille       | Louis d'Ancienville                         |  |  |       |  |  |                                           |  |  |                                            |  |
|                                                               |                                            | Louis d'Ancienville, visconte di Souille       | Marguerite de la Haye                       |  |  |       |  |  |                                           |  |  |                                            |  |
| Anne d'Ancienville                                            |                                            | Louis d'Ancienville, visconte di Souille       |                                             |  |  |       |  |  |                                           |  |  |                                            |  |
|                                                               |                                            | Françoise de la Platiere, baronessa d'Espeisse | Françoise de la Platiere, barone d'Espeisse |  |  |       |  |  |                                           |  |  |                                            |  |
|                                                               |                                            | Françoise de la Platiere, baronessa d'Espeisse | Françoise de la Platiere, barone d'Espeisse |  |  |       |  |  |                                           |  |  |                                            |  |
|                                                               |                                            | Françoise de la Platiere, baronessa d'Espeisse | Catherine Motier de La Fayette              |  |  |       |  |  |                                           |  |  |                                            |  |
| Marie-Casimire-Louise de la Grange d'Arquien                  |                                            | Françoise de la Platiere, baronessa d'Espeisse |                                             |  |  |       |  |  |                                           |  |  |                                            |  |
|                                                               | Jean de La Châtre, signore di Breuillebaut | Hélion de La Châtre, signore di Breuillebaut   |                                             |  |  |       |  |  |                                           |  |  |                                            |  |
|                                                               | Jean de La Châtre, signore di Breuillebaut | Hélion de La Châtre, signore di Breuillebaut   |                                             |  |  |       |  |  |                                           |  |  |                                            |  |
|                                                               | Jean de La Châtre, signore di Breuillebaut | Perrette Barton                                |                                             |  |  |       |  |  |                                           |  |  |                                            |  |
| Baptiste de La Châtre, signore di Breuillebaut                | Jean de La Châtre, signore di Breuillebaut |                                                |                                             |  |  |       |  |  |                                           |  |  |                                            |  |
|                                                               |                                            | Madelene de Cluys                              | Philippe de Cluys, signore di Briante       |  |  |       |  |  |                                           |  |  |                                            |  |
|                                                               |                                            | Madelene de Cluys                              | Philippe de Cluys, signore di Briante       |  |  |       |  |  |                                           |  |  |                                            |  |
|                                                               |                                            | Madelene de Cluys                              | Charlotte de Poitiers                       |  |  |       |  |  |                                           |  |  |                                            |  |
| Françoise de La Châtre                                        |                                            | Madelene de Cluys                              |                                             |  |  |       |  |  |                                           |  |  |                                            |  |
|                                                               |                                            | Bonaventure Lamy, signore di Loury             | Charles Lamy                                |  |  |       |  |  |                                           |  |  |                                            |  |
|                                                               |                                            | Bonaventure Lamy, signore di Loury             | Charles Lamy                                |  |  |       |  |  |                                           |  |  |                                            |  |
|                                                               |                                            | Bonaventure Lamy, signore di Loury             | Jacqueline d'Arzac                          |  |  |       |  |  |                                           |  |  |                                            |  |
| Gabrielle Lamy                                                |                                            | Bonaventure Lamy, signore di Loury             |                                             |  |  |       |  |  |                                           |  |  |                                            |  |
|                                                               |                                            | Louise de La Marche                            | Philippe de La Marche                       |  |  |       |  |  |                                           |  |  |                                            |  |
|                                                               |                                            | Louise de La Marche                            | Philippe de La Marche                       |  |  |       |  |  |                                           |  |  |                                            |  |
|                                                               |                                            | Louise de La Marche                            | Gabrielle de St. Julien                     |  |  |       |  |  |                                           |  |  |                                            |  |
|                                                               |                                            | Louise de La Marche                            |                                             |  |  |       |  |  |                                           |  |  |                                            |  |

## Ritratti

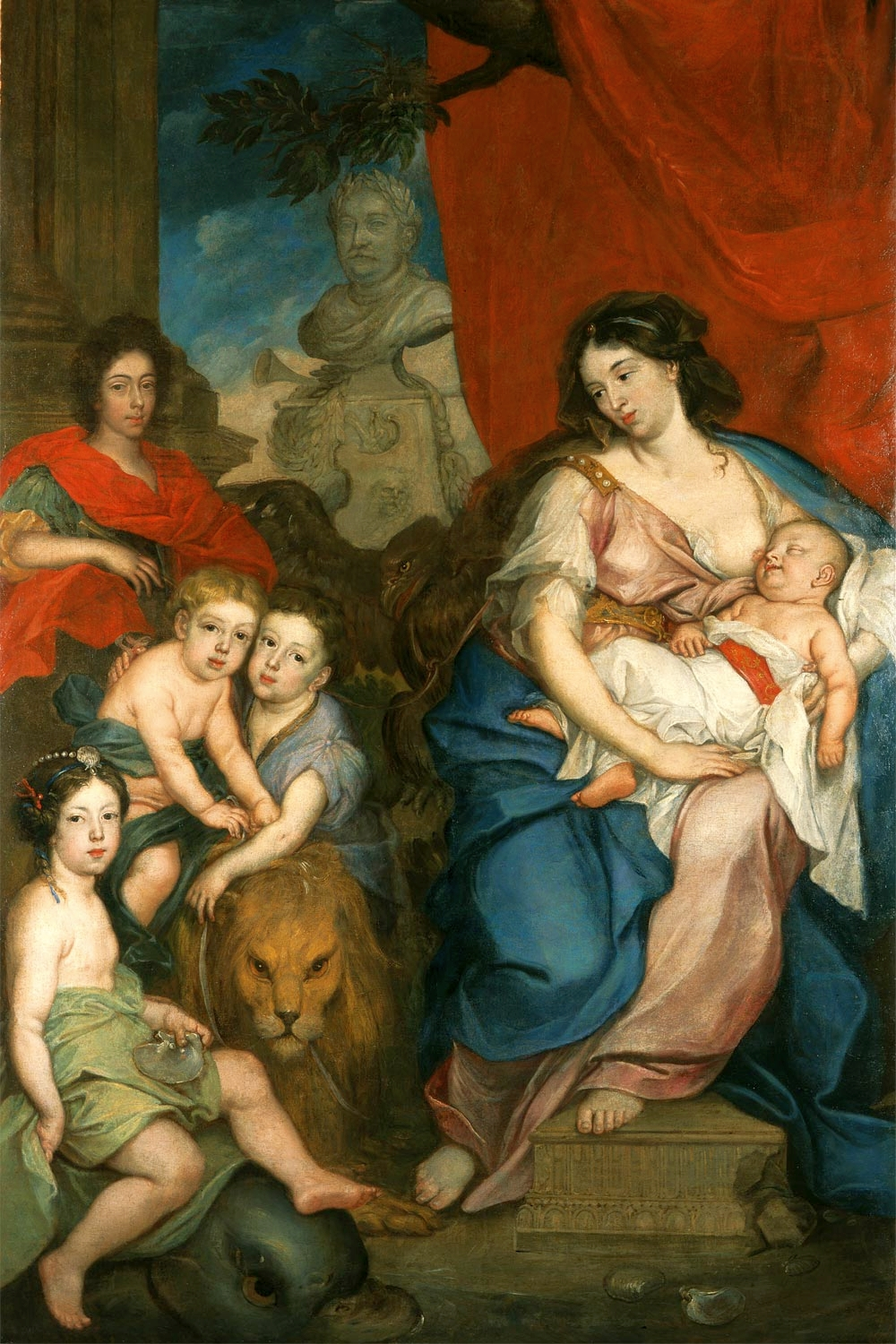
La Regina Maria Casimira coi figli
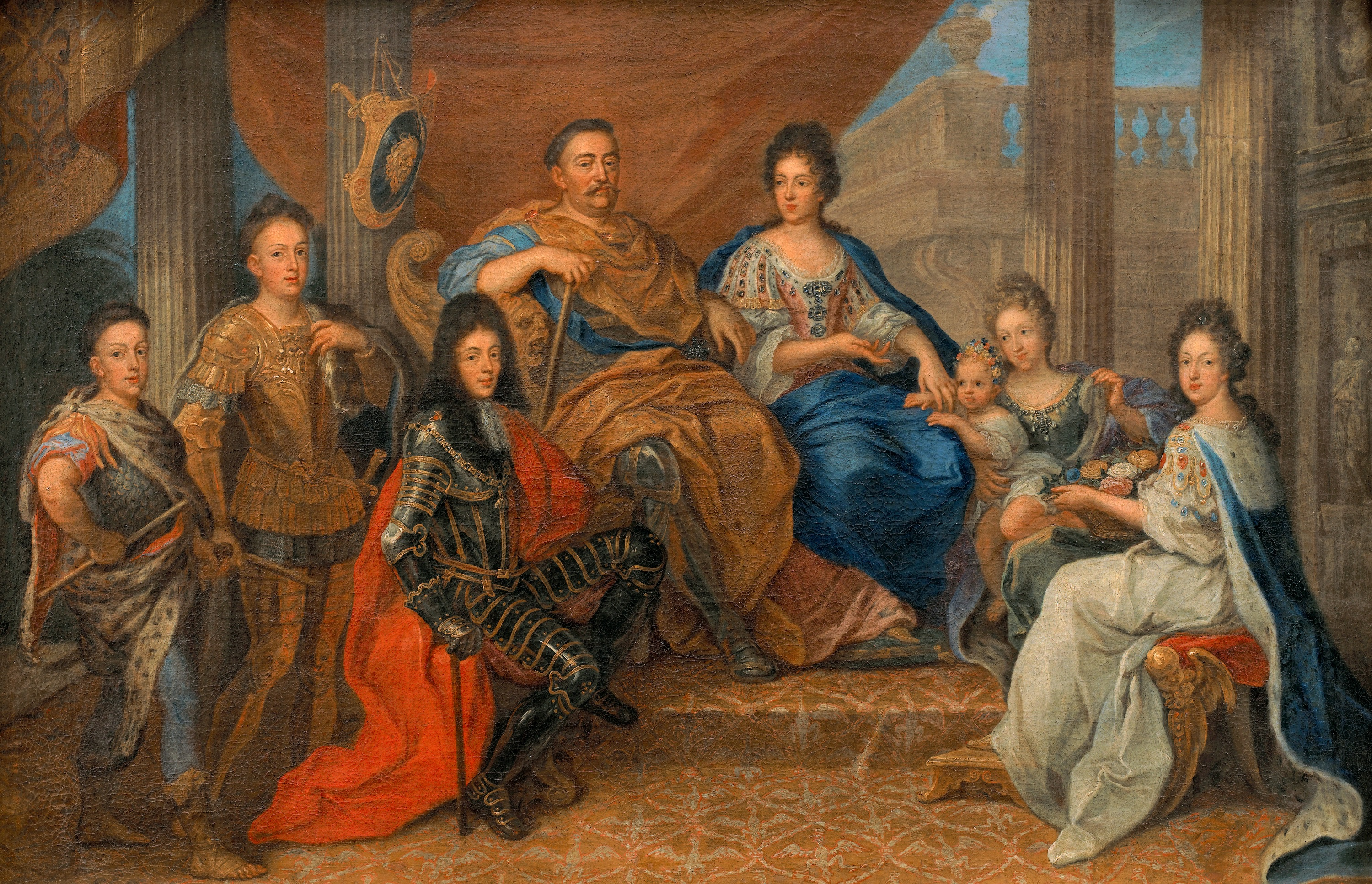
Giovanni III Sobieski con la propria famiglia
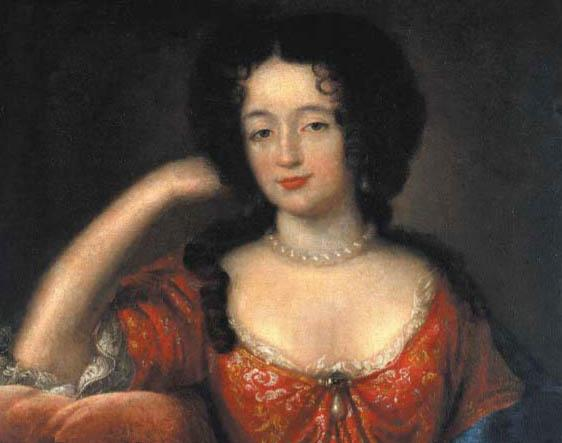
Marysieńka raffigurata come Maddalena penitente